# 엘뢰드

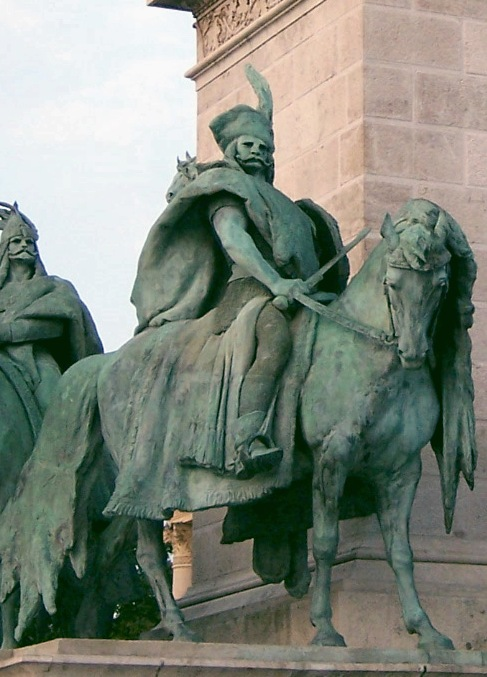
부다페스트 영웅광장의 엘뢰드상.

엘뢰드(헝가리어: Előd)는 13세기 사람 아노니무스 노타리우스가 쓴 『헝가리인의 사적』에서 895년경 카르파티아 평원에 나타난 머저르 7군장 중 한 명이었다고 기록된 인물이다.
엘뢰드가 820년경에서 895년경 사이에 머저르인들의 총지도자였던 알모시와 어떤 사이였는지는 기록마다 이야기가 제각기 다르다.
- 아노니무스 노타리우스의 『헝가리인의 사적』(1215년경)에서는 알모시가 머저르인의 카르파티아 정복을 이끌 당시 엘뢰드가 공동 지도자였고, 알모시는 위제크의 아들이라고 했다.
- 케자이 시몬의 『훈인과 헝가리인의 사적』(1283년경)에서는 엘뢰드가 알모시의 아버지라고 한다.
- 『화보연대기』에서는 엘뢰드가 위제크의 아들이며 알모시의 아버지라고 한다.

엘뢰드는 니에크(Nyék) 부족의 군장이었다. 니에크부는 벌러톤호 일대에 정착했으며, 이곳은 오늘날의 헝가리 절러주, 쇼모지주에 해당한다.